# Bomolocha locusta
Bomolocha locusta là một loài bướm đêm trong họ Noctuidae.